# La Diva du divan
Pour les articles homonymes, voir Necessary Roughness.
La Diva du divan (Necessary Roughness) est une série télévisée américaine en 38 épisodes de 42 minutes créée par Elizabeth Kruger et Craig Shapiro et diffusée entre le 29 juin 2011 et le 21 août 2013 sur USA Network et au Canada sur W Network.
En Suisse, la série est diffusée depuis le 29 juin 2012 sur RTS Un, en France depuis le 23 septembre 2012 sur Gulli ; en Belgique sur la RTBF et au Québec à partir du 28 janvier 2013 sur Séries+.

## Synopsis
La psychologue Dani Santino pensait qu'elle avait tout compris : elle avait une belle maison, un bon mari, deux grands enfants adolescents et une carrière de psychothérapeute pleinement satisfaisante. Mais quand elle remarqua que son mari la trompait, son monde parfait s'effondra et elle fut alors forcée de trouver une façon de garder intacts sa famille, ses finances et sa santé mentale. Une rencontre romantique avec Matthew Donnally, le bel entraîneur de l'équipe locale de football The New York Hawks, lui donne l'occasion de mettre en pratique sa marque spéciale de thérapie Tough Love. Dani prend comme patient une star de l'équipe, l'imprévisible Terrence King, et devient dès lors le médecin le plus recherché des athlètes et autres personnalités en vue de Long Island. Même avec les hauts et les bas de sa condition de mère célibataire récemment divorcée, Dani essaye d'équilibrer ses deux vies très différentes…

## Distribution

### Acteurs principaux
- Callie Thorne (VF : Colette Sodoyez) : Dr Danielle « Dani » Santino
- Marc Blucas (VF : David Manet) : Matthew « Matt » Donnally (saisons 1 et 2, invité saison 3)
- Hannah Marks (VF : Audrey d'Hulstère) : Lindsay Santino (saisons 1 et 2, invitée saison 3)
- Scott Cohen (VF : Franck Dacquin) : Nico Careles
- Patrick Johnson (en) (VF : Antonio Lo Presti) : Ray « Ray Jay » Santino Jr.
- Mehcad Brooks (VF : Sébastien Hébrant) : Terrence « T.K. » King
- Karissa Staples : Paloma Madsen (saison 3)
- John Stamos : Connor McClane (saison 3)

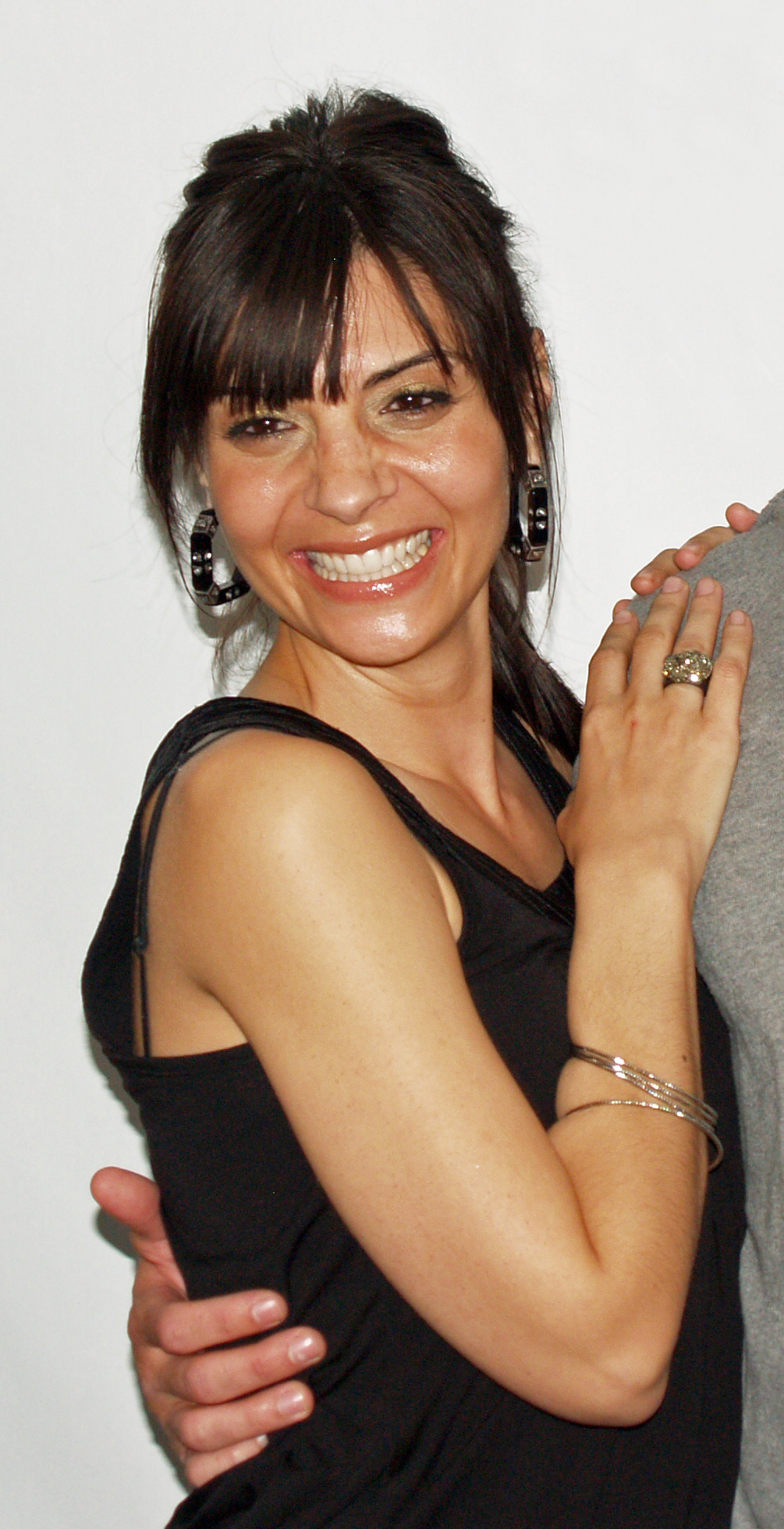
Callie Thorne interprète Dani Santino
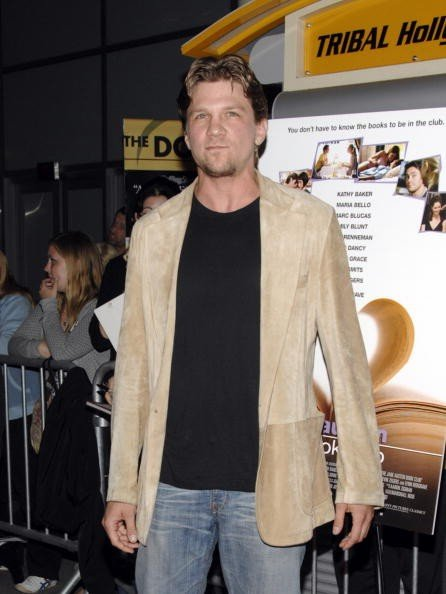
Marc Blucas interprète Matt Donnally
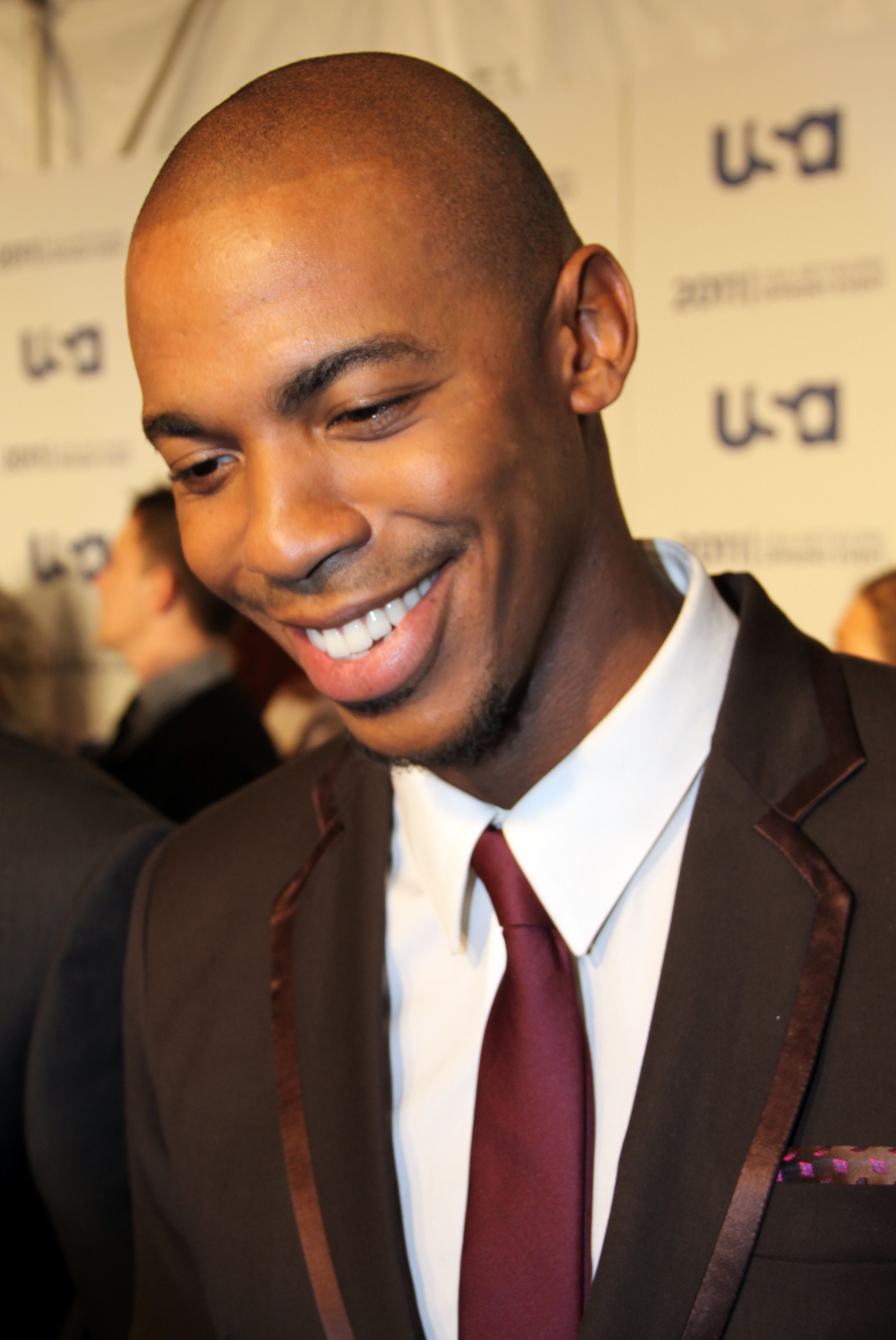
Mehcad Brooks interprète T.K King

### Acteurs récurrents
- Gregory Alan Williams (VF : Jean-Michel Vovk) : Coach Patrick Purnell (28 épisodes)
- Amanda Detmer (VF : Valérie Lemaître) : Jeanette Fiero (11 épisodes)
- Danielle Panabaker : Juliette Pittman (5 épisodes)
- Concetta Tomei (VF : Carine Seront) : Angela Romano (saison 1, 3 épisodes + saison 2 épisode 14)
- Evan Handler : Marshall Pittman (saison 2, épisodes 1 à 4)
- Andrea Anders : Laura Radcliffe (saison 1, épisodes 5 à 7, et 9)
- Gaius Charles : Damon Razor / Bryce Abbot (saison 2, 4 épisodes)
- Rob Estes : Rob Maroney (saison 2, 4 épisodes)
- Robbie Jones : Joe « Toes » Kittridge (saison 2, épisodes 12 à 16)
- Michaela McManus : Noelle Saris (saison 2, 4 épisodes)
- David Anders : Troy Cutler (saison 3, 8 épisodes)
- Kate Miner (en) : Sheera Kane (saison 3, épisodes 3 à 10)
- Autumn Reeser : Abby Bruce (saison 3, 7 épisodes)
- David Andrews : Tom Wizinski (saison 3, 5 épisodes)

### Invités
- Craig Bierko : Ray Santino Sr. (saison 1, épisodes 1 et 6)
- Nadia Dajani : Margo Ciccero, amie de Dani (saison 1, épisodes 2, 7 et 12)
- Jason Gedrick : Dr J. D. Aldridge (saison 1, épisodes 8 à 10)
- Orlando Jones : Lazarus Rollins (saison 1, épisodes 8 et 9)
- Jaime Lee Kirchner : Vivica Stevens (saison 1, épisodes 10 à 12)
- Liz Vassey : Gabrielle Pittman (saison 1 épisodes 11 et 12 + saison 2 épisode 4)
- Terrell Owens : Maurice « The Minefield » Manningfield (saison 1 épisode 12 + saison 2 épisode 5)
- Amy Sedaris : Dr Jane Crosetti (saison 2, épisode 6)
- Michael Imperioli : Jimmy Folkes (saison 2, épisode 11)
- Will Chase : David Blaze (saison 2, épisode 13)
- Josh Hamilton : Paul (saison 2, épisode 13)
- Tamara Braun : Ronnie Santino (saison 2, épisode 14)
- Joe Theismann : lui-même (saison 2, épisode 15)
- Mark Cuban : lui-même (saison 2, épisode 16)
- Jeffrey Nordling : Glenn Purlman (saison 2, épisode 16)
- Jonathan Keltz : Darryl Hutchinson (saison 3, épisodes 1, 7 et 10)
- Johanna Braddy : Cindy Luck (saison 3, épisode 2)
- Garcelle Beauvais : Lana Langer (saison 3, épisode 3)
- Sinqua Walls : Devon Langer (saison 3, épisode 3)
- Samuel Page : Sam Conte (saison 3, épisodes 4 et 5)
- Ioan Gruffudd : Nolan Powers (saison 3, épisode 4)
- Raphael Sbarge : Carl Weber (saison 3, épisodes 5 et 6)
- Greg Finley : Joe Crabchek (saison 3, épisode 8)
- Pooch Hall : Blake Bridges (saison 3, épisode 9)

## Production

### Développement
La série est basée sur la véritable histoire du psychologue Dr Donna Dannenfelser qui a travaillé pour les Jets de New York.
Initialement intitulée Dr Donna, la série est apparue dans les studios de développement de USA Network en décembre 2009.
En mai 2010, la chaîne a passé la commande d'un pilote sous son titre actuel. Elizabeth Kruger et Craig Shapiro ont écrit le script du pilote, et Kevin Dowling a été engagé pour diriger le pilote. Satisfaite du pilote de 90 minutes, la série est commandée le 19 janvier 2011.
Le 15 septembre 2011, USA Network a renouvelé la série pour une deuxième saison de seize épisodes, pour l'été 2012.
Le 27 novembre 2012, la série a été renouvelée pour une troisième saison de dix épisodes, pour l'été 2013.
Le 19 novembre 2013, USA Network annule la série.

### Casting
Les annonces pour le casting ont commencé à la mi-septembre 2010. La première à obtenir un rôle est Callie Thorne, qui joue le rôle principal de Danielle « Dani » Santino. Le suivant à rejoindre le projet était Marc Blucas, qui a été agréé comme entraîneur sportif de l'équipe de football portant un certain intérêt pour Danielle. Scott Cohen et Mehcad Brooks ont été intégrés en octobre. Cohen dépeint un collègue de Dani, et Brooks est l'un de ses clients.
En juin 2011, Andrea Anders décroche un rôle récurrent le temps de quatre épisodes, suivi en août par Jason Gedrick pour trois épisodes, et le joueur de football Terrell Owens pour la finale de la saison.
Pour la deuxième saison, la production engage Rob Estes et Evan Handler, Gaius Charles, Amy Sedaris, Michael Imperioli, Robbie Jones, Will Chase et Josh Hamilton, Tamara Braun, Mark Cuban, Jeffrey Nordling et Joe Theismann.
Pour la troisième saison, la production engage John Stamos ainsi que David Anders dans des rôles récurrents, suivi de Karissa Lee Staples dans un rôle principal.
Parmi les récurrents et invités : David Andrews, Jonathan Keltz, et Johanna Braddy, Autumn Reeser et Garcelle Beauvais, Samuel Page, Sinqua Walls et Kate Miner, Raphael Sbarge et Ioan Gruffudd, Greg Finley et Pooch Hall.

### Tournage
La série est tournée à Atlanta, état de Géorgie (États-Unis).

## Épisodes

### Première saison (2011)
1. Un patient pas comme les autres (Pilot) (90 minutes)
2. Fous-rires en chaînes (Anchor Management)
3. Droit dans le mur (Spinning Out)
4. Les Mauvaises Habitudes (Habit Forming)
5. L'Art du bluff (Poker Face)
6. Chute libre (Dream On)
7. Avec qui tu joues ? (Who's Team Are You On)
8. Accident de parcours (Losing Your Swing)
9. Blackout sur le ring (Forget Me Not)
10. La Malédiction de la mascotte (A Wing and a Player)
11. Excédent de bagages (Baggage Claim)
12. Tout près du but (Goal Line)

### Deuxième saison (2012-2013)
Cette saison de seize épisodes a été diffusée en deux parties, les onze premiers épisodes à partir du 6 juin 2012, et les cinq autres à partir du 23 janvier 2013.
1. Le Contrôle fiscal (Shrink or Swim)
2. Sous pression (To Swerve and Protect)
3. Le Petit Joueur (Wide Deceiver)
4. Passage à vide (Slumpbuster)
5. Le Roi du buzz (Mr. Irrelevant)
6. Les Sangsues (What's Eating You?)
7. Le Concours d'orthographe (Spell It Out)
8. La Chevauchée fantastique (A Load of Bull)
9. Apparences trompeuses (Might as Well Face It)
10. Double Faute (Double Fault)
11. Brisé (All the King's Horses)
12. L'Héritière (Frozen Fish Sticks)
13. Rock thérapie (Hits and Myths)
14. Le Bouc émissaire (The Fall Guy)
15. Ne me regrette pas (Regret Me Not)
16. Le Coming out (There's the Door)

### Troisième saison (2013)
Elle a été diffusée depuis le 12 juin 2013.
1. Le Renouveau (Ch-Ch-Changes)
2. Besoin d'amour (Gimme Some Lovin)
3. Au milieu des requins (Hook, Line and Sinker)
4. Deux en un (Snap Out of It)
5. V3 pour Vendetta (V3 for Vendetta)
6. L'Angoisse de la fin (The Haunting)
7. Rien ne va plus (Bringing the Heat)
8. Rivalités (The Game's Afoot)
9. Double jeu (Sucker Punch)
10. Révélations (Sympathy for the Devil)